# Zéromacho
Zéromacho est un réseau international d’hommes s'opposant à la prostitution, au machisme, et s'engageant pour l’égalité entre les femmes et les hommes. Il a été fondé en septembre 2011 autour d’un manifeste sous l'influence de l'historienne féministe française Florence Montreynaud. 

## Historique
L'association est fondée à l'initiative de Florence Montreynaud en 2011 pour constituer un groupe d'hommes opposés à la prostitution,. Ses marraines sont Montreynaud, et Françoise Héritier. Gérard Biard de Charlie Hebdo, Frédéric Robert et Patric Jean en sont les porte-paroles  à ses débuts. L'association publie un manifeste qui débute par ces mots :

« Nous refusons de vivre notre sexualité au travers de rapports marchands et nous nous opposons au système prostituteur. »

Zéromacho agit en participant à des manifestations et à des débats publics, en diffusant des lettres ouvertes, en produisant des spots vidéo, en coopérant avec des associations défendant des femmes victimes de violences. « Le féminisme n'a jamais tué personne alors que le machisme tue tous les jours. » affirme Patric Jean lors d'un entretien dans le journal Elle.

### Position abolitionniste
En 2011 un rapport parlementaire établi par Danielle Bousquet et Guy Geoffroy  propose un état des lieux sur la question de la prostitution en France. Un collectif d'associations militant pour faire aboutir un projet de loi réglementariste et abolitionniste forme alors une plateforme militante : Abolition 2012. L'association adhère à la plateforme Abolition 2012 dès sa création.
En 2013, face à l'initiative des Touche pas à ma pute des 343 salauds, les porte-paroles de l'association publient des tribunes de protestation sur le Nouvel Obs et l'Humanité,.
Au cours de l'année 2016, l'association organise plus de 42 actions publiques et son manifeste contre la prostitution recueille 800 signatures. La phrase de Françoise Héritier « Dire que les femmes ont le droit de se vendre, c'est marquer le fait que les hommes ont le droit de les acheter. » devient le slogan de la campagne dans le cadre des débats sur la nouvelle loi sur la pénalisation des clients. L'association publie un manifeste « Nous n'irons plus au bois » en soutien de la position abolitionniste de la France. Pour l'association « La prostitution reste avant tout une affaire d'exploitation », comme l'explique leur porte-parole Gérard Biard, qui explique aussi que « C’est une imposture de dire que la prostitution relève de la liberté sexuelle. Si elle venait à disparaître, aucune pratique sexuelle, aussi fantaisiste soit-elle, ne serait empêchée. La sexualité n’y perdrait rien »,.
Durant l'été 2021 l'association réalise une enquête sur les salons de massage parisiens qui proposent à leur clients des services sexuels,,. En mars 2025, alors que 426 salons de massage qui offriraient des services sexuels tarifés sont dénombrés à Paris par Zéromacho, la ministre chargée de l'Égalité entre les femmes et les hommes, Aurore Bergé, annonce le contrôle des salons de massage et la fermeture de ceux qui permettent la prostitution,.

### Défense de l'égalité homme-femme
L'association entend agir pour la promotion de l'égalité entre femmes et hommes, et le démantèlement du patriarcat. En 2014, une séance de repassage public pour hommes est organisée à Toulouse. L'initiative est réitérée chaque année pour la fête des mères afin de sensibiliser les hommes au partage égal des tâches ménagères.
Zéromacho s'engage aussi pour la mixité, et la reformulation de la déclaration des droits de l'homme en « déclaration des droits humains ». En 2015, Eva Darlan présente une nouvelle affiche des droits humains à l'Assemblée nationale, soutenue par le Haut conseil à l'égalité.
En septembre 2021, l'association affiche son soutien aux « féministes radicales » (qui retiennent une définition biologique des personnes identifiées comme femmes, excluant les femmes trans) et rejette un appel au meurtre des femmes dites « TERF » lancé par des transactivistes.

## Critiques
En 2016, Patric Jean annonce dans un billet de blog quitter l'association car l'entre soi d'hommes dans une position dominante est selon lui peu compatible avec une position féministe. Il annonce également que les aides financières promises qui auraient dû permettre à des milliers de femmes de quitter la prostitution et constituaient le pendant de la loi sur la pénalisation des clients ont été réduites drastiquement, tandis que les associations d'aide aux femmes victimes ont vu leurs budgets démantelés. 